# در برابر جریان (فیلم)
در برابر جریان (به انگلیسی: Against the Current) فیلمی محصول سال ۲۰۰۹ و به کارگردانی پیتر کالاهان است. در این فیلم بازیگرانی همچون جوزف فاینز، پل جیمز، جاستین کرک، الیزابت ریسر، مارتین شاکار، مری تایلر مور و میشل تراکتنبرگ ایفای نقش کرده‌اند.